# 중앙 항공 데이터 컴퓨터
중앙 항공 데이터 컴퓨터(영어: Central Air Data Computer)는 Garrett AiResearch Corp의 Steve Geller와 Ray Holt에 의해 설계되고 1970년 6월에 완성된 컴퓨터이다. F14 CADC는 세계 최초의 마이크로 프로세서 중 하나이다. MOS-LSI 항공 전자 공학 칩과 이것과 연관된 보조 세트는 미국 해군의 F-14 톰캣 전투기의 개발에 사용되었다. 1998년까지 존재자체에 대한 대외비(군사기밀)로 했기 때문에 그간 최초의 마이크로프로세서(CPU)로 알려진 인텔의 4비트4004(1971년 출시)은 "시장에 출시된" 최초라는 명명을 앞에 달게 되었다.